# Reprezentacja Chin w hokeju na trawie kobiet
Reprezentacja Chin w hokeju na trawie kobiet jest jednym z najsilniejszych zespołów na świecie. Zdobyła w swej historii dwa srebrne medale Igrzysk Olimpijskich i brązowy medal Mistrza świata. Wywalczyła także cztery złote medale Igrzysk Azjatyckich (2002, 2006, 2010, 2022). 
Reprezentacja Chin wielokrotnie startowała w zawodach Champions Trophy zwyciężając w 2002 roku.

## Osiągnięcia

### Igrzyska olimpijskie
- nie wystąpiła - 1980
- nie wystąpiła - 1984
- nie wystąpiła - 1988
- nie wystąpiła - 1992
- nie wystąpiła - 1996
- 5. miejsce - 2000
- 4. miejsce - 2004
- 2. miejsce - 2008
- 6. miejsce - 2012
- 9. miejsce - 2016
- 9. miejsce - 2020
- 2. miejsce - 2024

### Mistrzostwa świata
- nie wystąpiła - 1974
- nie wystąpiła - 1976
- nie wystąpiła - 1978
- nie wystąpiła - 1981
- nie wystąpiła - 1983
- nie wystąpiła - 1986
- 6. miejsce - 1990
- 7. miejsce - 1994
- 11. miejsce - 1998
- 3. miejsce - 2002
- 9. miejsce - 2006
- 8. miejsce - 2010
- 6. miejsce - 2014
- 16. miejsce - 2018
- 9. miejsce - 2022